# Rubidiumcarbonaat
Rubidiumcarbonaat is het rubidiumzout van diwaterstofcarbonaat en heeft als brutoformule Rb2CO3. De stof komt voor als een wit zeer hygroscopisch poeder, dat extreem goed oplosbaar is in water. In 1 liter water kan 4,5 kilogram Rb2CO3 opgelost worden. Het is een van de meest voorkomende verbindingen van rubidium en is een van de uitgangsstoffen om andere rubidiumverbindingen te bereiden. Het is een stabiel en weinig reactief zout.
Rubidiumcarbonaat wordt in de glasblaaskunst gebruikt om meer stabiliteit aan het glas te verlenen en de elektrische geleiding te verminderen.

## Synthese
Rubidiumcarbonaat kan bereid worden door een metathese tussen ammoniumcarbonaat en rubidiumhydroxide:
{\displaystyle \mathrm {(NH_{4})_{2}CO_{3}\ +\ 2\ RbOH\longrightarrow \ Rb_{2}CO_{3}\ +\ 2\ NH_{3}\ +\ 2\ H_{2}O} }
Een andere methode is de oxidatie van rubidiumoxalaat:
{\displaystyle \mathrm {2\ Rb_{2}C_{2}O_{4}\ +\ O_{2}\longrightarrow \ 2\ Rb_{2}CO_{3}\ +\ 2\ CO_{2}} }